# Catostomus utawana
Catostomus utawana és una espècie de peix de la família dels catostòmids i de l'ordre dels cipriniformes.

## Morfologia
- El mascle fa 10 cm de llargària màxima i la femella 11.
- 11-12 radis tous a l'aleta dorsal i 7 a l'anal.
- Els mascles presenten una franja daurada per sobre d'una altra franja fosca i mediolateral a tots dos flancs i un punt daurat damunt de cada ull. Les femelles no en presenten cap.
- A diferència de la banda escarlata que tenen ambdós sexes de Catostomus commersonii, ni mascles ni femelles no tenen cap coloració vermella.[4][5]

## Reproducció
Tots dos sexes assoleixen la maduresa sexual al voltant dels 4 anys de vida i la reproducció té lloc entre principis del juny i finals del juliol o principis de l'agost. Els ous fan a l'enviró de 3 mm de diàmetre.

## Hàbitat i distribució geogràfica
És un peix d'aigua dolça, demersal i de clima temperat, el qual viu a Nord-amèrica: les conques dels rius Sant Llorenç i Hudson a les muntanyes Adirondack (Nova York, els Estats Units).

## Observacions
És inofensiu per als humans.